# Walnut Hill (Illinois)
Walnut Hill est un village du comté de Marion dans l'Illinois, aux États-Unis,. Situé au sud-ouest du comté, il est incorporé le 22 juin 1928.

## Démographie
Lors du recensement de 2010, le village comptait une population de 108 habitants. Elle est estimée, en 2016, à 106 habitants.

### Source de la traduction
- (en) Cet article est partiellement ou en totalité issu de l’article de Wikipédia en anglais intitulé « Walnut Hill, Illinois » (voir la liste des auteurs).